# Exochus thomsoni
Exochus thomsoni là một loài tò vò trong họ Ichneumonidae.